# 非禮勿視
《人皮客棧》（英語：See No Evil）是一部2006年澳洲和美國合拍的砍殺電影，由葛雷格萊·達爾克執導，丹·馬迪根編劇，本片是1971年英文同名電影《See No Evil》的重拍版。由摔角巨星肯恩領銜主演。

## 劇情概要
一群不良少年被罰勞動服務，在一間廢棄的飯店內打掃；然而他們卻不知道在這間飯店的某個地方，躲著一位力大無窮的殺人狂賈克布·古奈（肯恩 飾）。幾年前他在被警方圍捕時，頭部中彈而造成自虐的傾向，並出現殺人的癖好。如今他在無人知情的情況下，暗中將飯店層層封鎖，以展開他那殘虐至極的獵殺行動.....

## 演員
| 演員                              | 角色                             | 備註                                   |
| 肯恩 Kane                         | 賈克布·古奈 Jacob Goodnight      | 殺人狂。                               |
| 克莉絲緹娜·維達爾 Christina Vidal | 克里斯汀·薩拉特 Christine Zarate | 因加重恐嚇行為罪入獄。                 |
| 薩曼莎·諾貝爾 Samantha Noble      | 琪拉·范寧 Kira Vanning           | 具有詐欺傾向。                         |
| 路克·培格勒 Luke Pegler           | 麥可·蒙卓斯 Michael Montross     | 因詐欺、公然鬥毆罪入獄。               |
| 瑞秋·泰勒 Rachael Taylor          | 柔伊·華納 Zoe Warner             | 因竊取財物罪入獄。                     |
| 麥可·J·派昆 Michael J. Pagan      | 泰森·西姆斯 Tyson Simms          | 強行侵入他人住宅罪。                   |
| 佩尼·麥克納米 Penny McNamee       | 梅麗莎·鮑卓克斯 Melissa Beudroux | 強行侵入他人住宅罪，無法無天的犯罪者。 |
| 史蒂文·維德勒 Steven Vidler       | 法蘭克·威廉斯 Frank Williams     | 警官。                                 |
| 塞奇利·波爾森 Cecily Polson       | 瑪格瑞特·葛恩 Margaret Gayne     |                                        |
| Craig Horner                      | 里奇·伯恩森 Richie Bernson       | 因電腦詐欺罪入獄。                     |
| 麥克海爾·瓦爾德 Mikhael Wilder    | 羅素·沃夫 Russell Wolf           | 因收受贓物罪入獄。                     |
| 蒂芬妮·蘭柏 Tiffany Lamb          | 漢娜·安德斯 Hannah Anders        | 不良少年刑期監護者。                   |
| Sam Cotton                        | 年輕的賈克布·古奈                |                                        |
| 科瑞·帕克·羅賓森                  | Officer Blaine                   |                                        |
| Annalise Woods                    | 年輕女子                         |                                        |
| 柔伊·維塔拉                       | 無眼女人                         |                                        |

## 外部連結
- 官方网站
- 互联网电影数据库（IMDb）上《See No Evil》的资料（英文）
- AllMovie上《See No Evil》的资料（英文）
- 爛番茄上《See No Evil》的資料（英文）
- Box Office Mojo上《See No Evil》的資料（英文）
- ComingSoon.net Plot Synopsis （页面存档备份，存于）....Jacob Goodnight
- First Movie Review